# Vlag van Nieuwkoop

Vlag van Nieuwkoop
(sinds 2008)

De vlag van Nieuwkoop is, net als het gemeentewapen van de Zuid-Hollandse gemeente, een keer wegens een gemeentelijke fusie aangepast. De vlag is tijdens een gemeenteraadsvergadering op 6 november 2008 aangenomen als het gemeentelijk dundoek. In de vlag komen elementen uit het wapen terug. Het huidige wapen en de huidige vlag zijn beide ontworpen door Gert-Jan Pieterse.

## Huidige vlag

### Herkomst symbolen
Net als het wapen is de vlag ontworpen op basis van wat er bij de eerdere gemeentes gebruikt werd.
1. Het gele rad, mogelijk het attribuut van sint Catharina, is afkomstig uit het oude wapen van Nieuwkoop en werd tevens op de oude vlag gebruikt.
2. De dubbelkoppige adelaar komt van het wapen en de vlag van Zevenhoven en het linkerdeel van het wapen van Liemeer. Deze werd in 1991 foutief rood afgebeeld op het wapen van Liemeer, de eigenlijke adelaar van Zevenhoven was zwart.
3. De vos uit het wapen van Ter Aar, Ter Aar gebruikte alleen een verticaal gestreepte geel-rode vlag
4. De achtpuntige ster is afkomstig uit het wapen van Nieuwveen en later ook het wapen van Liemeer. Tevens kwam de ster voor op de vlag van Liemeer.

### Beschrijving
De vlag heeft van de gemeente de volgende beschrijving meegekregen:
Gevierendeeld over 1/3 van de lengte van de vlag, rood en geel, met in de kwartieren, op gelijke afstanden van de delingslijn, achtereenvolgens een gebroken rad, het bovenste deel van een dubbele adelaar, een vossenkop en een achtpuntige ster, alles in omgekeerde kleuren
Net als het wapen is de vlag in vier vlakken verdeeld. In het geval van de vlag is het kanton rood van kleur met daarop een geel gebroken rad. Rechts bovenin de twee koppen van de dubbelkoppige adelaar met uitgestoken tongen. Dat veld is geel en de twee koppen zijn rood. Onder het kanton in een geel vlak een rode vossenkop. Daaronder in een rood veld een gele achtpuntige ster. De velden en tekeningen zijn in kleur gelijk aan die van het wapen.

Vlag van Ter Aar
Vlag van Liemeer
Vlag van Nieuwveen
Vlag van Zevenhoven

## Oude vlaggen

Vlag van Nieuwkoop
(1973-2008)

### Vlag uit 1973
Op 29 mei 1973 werd een eerdere vlag vastgesteld. Deze was een weergave van het gemeentewapen, met de positie van de stukken 90 graden gedraaid. De beschrijving luidde:
Rood met op het midden een gebroken geel rad ter hoogte van de helft van de hoogte van de vlag, het gebroken deel aan de vluchtzijde, met aan de broekzijde boven elkaar twee en aan de vluchtzijde in het midden één geel schuin kruisje, waarvan de lengte van de armen eenzesde van de hoogte van de vlag is.

### Oudere vlag (officieus)

Oude vlag (volgens Sierksma)

Volgens Sierksma was er in 1962 een oudere vlag in gebruik. De oude vlag werd niet officieel vastgelegd, hierdoor heeft deze vlag geen officiële status gehad. De officieuze vlag kon als volgt worden beschreven:
Twee horizontale banen van gelijke hoogte van geel en oranje, met in de broektop het gemeentewapen (uit 1816).

Het wapen van Nieuwkoop (1816)
Het wapen van Nieuwkoop (2007)

Alblasserdam
· Albrandswaard
· Alphen aan den Rijn
· Barendrecht
· Bodegraven-Reeuwijk
· Capelle aan den IJssel
· Delft
· Den Haag
· Dordrecht
· Goeree-Overflakkee
· Gorinchem
· Gouda
· Hardinxveld-Giessendam
· Hendrik-Ido-Ambacht
· Hillegom
· Hoeksche Waard
· Kaag en Braassem
· Katwijk
· Krimpen aan den IJssel
· Krimpenerwaard
· Lansingerland
· Leiden
· Leiderdorp
· Leidschendam-Voorburg
· Lisse
· Maassluis
· Midden-Delfland
· Molenlanden
· Nieuwkoop
· Nissewaard
· Noordwijk
· Oegstgeest
· Papendrecht
· Pijnacker-Nootdorp
· Ridderkerk
· Rijswijk
· Rotterdam
· Schiedam
· Sliedrecht
· Teylingen
· Vlaardingen
· Voorne aan Zee
· Voorschoten
· Waddinxveen
· Wassenaar
· Westland
· Zoetermeer
· Zoeterwoude
· Zuidplas
· Zwijndrecht